# Péter Esterházy
Pour les articles homonymes, voir Esterházy.
Dans le nom hongrois Esterházy Péter, le nom de famille précède le prénom, mais cet article utilise l’ordre habituel en français Péter Esterházy, où le prénom précède le nom.
Péter Esterházy, né le 14 avril 1950 à Budapest et mort le 14 juillet 2016 dans la même ville,, est un écrivain hongrois, descendant de la célèbre famille des princes et comtes Esterházy de Galánta. 

## Biographie

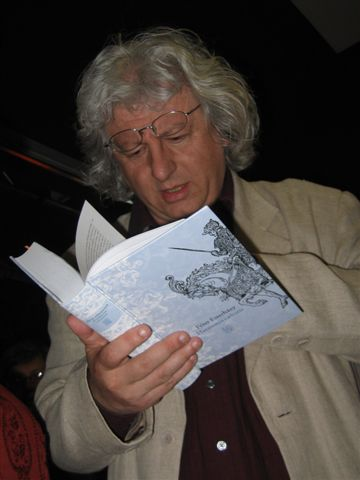
Péter Esterházy à Varsovie (Pologne) en 2007.

Il était le fils aîné du comte Mátyás Esterházy de Galántha (1919–1998) et de Magdolna Mányoki (1916–1980). Son grand-père était le premier ministre de Hongrie Móric Esterházy ; son frère, Márton Esterházy, est un ancien footballeur international hongrois.
Après avoir suivi des études de mathématiques à l'université de Budapest de 1969 à 1974, Péter Esterházy commence à prendre goût à la littérature. Ses premiers écrits sont publiés dès 1974, mais ce n'est que depuis 1978, après avoir quitté l'institut d'informatique du ministère de l'Énergie, qu'il se consacre pleinement à l'écriture.
Dans son pays natal, il est considéré comme la figure la plus importante de la « nouvelle prose hongroise ».
Abondamment traduit, Péter Esterházy est aujourd'hui reconnu à l'étranger comme l'un des plus grands écrivains d'Europe.
Péter Esterházy a été découvert en France en 1988 grâce à son roman Indirect .
Dans Harmonia Caelestis, publié en 2001, il prend pour thème son illustre famille et les relations avec son père, qu'il admire. Quelques années plus tard, il effectue une brutale mise au point avec Revu et corrigé, où il raconte comment il découvre que son père était devenu un informateur de la police communiste.
Il reçoit le prix Tibor Déry en 1984, le prix Attila József en 1986, le prix Kossuth en 1996 et le prix Sándor Márai en 2001.
Péter Esterházy a été promu commandeur de l'Ordre des Arts et des Lettres par le gouvernement français en 1998 et élu membre de l'Académie des arts de Berlin la même année.
En 2002, il s'est exprimé au sujet de ses relations avec la France et la littérature française dans la Revue des deux Mondes.
Péter Esterházy a ouvert en juin la Semaine du Livre de Budapest où il a présenté son dernier ouvrage, "Journal intime du pancréas" qui évoque sa bataille contre la maladie.
« Il est difficile d'imaginer la littérature hongroise, ainsi que la vie publique hongroise, sans lui, tant il était un acteur important des deux » déclara son éditeur hongrois à l'AFP après l'annonce de sa mort.

## Distinctions
- Commandeur de l'ordre des Arts et des Lettres (1998).

## Œuvres
- Indirect, Souffles, 1988
- Trois anges me surveillent, Gallimard, 1990
- Les verbes auxiliaires du cœur, Gallimard, 1992
- Le livre de Hrabal, Gallimard, 1994
- Une femme, Gallimard, 1998
- L'œillade de la comtesse Hahn-Hahn, Gallimard, 1999
- Harmonia Caelestis, Gallimard, 2001
- Aux gens du livre, Exils, 2005
- Revu et corrigé, Gallimard, 2005
- Voyage au bout des seize mètres, Christian Bourgois, 2008
- Pas question d'art, Gallimard, 2012

## Entretien
- Jules Verne et la dérision, avec Jean-Paul Dekiss, Revue Jules Verne 18, Conversations avec Michel Butor et Péter Esterhàzy, Centre International Jules Verne, 2004, p. 11-60